# Znanje
Znánje je skupek urejenih informacij, ki privedejo do razumevanja.  Slovar slovenskega knjižnega jezika znanje določa kot celoto podatkov, ki si jih kdo vtisne v zavest z učenjem, študijem in kot celoto znanih, ugotovljenih podatkov o stvarnosti.
O odkritju (spoznanju) govorimo, kadar na podlagi znanja ugotovimo, kakšen je vpliv posameznih informacij na rešitev zadanega problema. Znanje se lahko definira tudi kot potencialno uporabna informacija. Nekateri ga opredeljujejo tudi kot sposobnost za reševanje problemov.
Na prvi pogled je pomen besede znanje jasen. V resnici pa je težavno podati splošno veljavno definicijo. S tem problemom se je ukvarjal Edmond Gettier. Dokaz za to je tudi zgodovina znanosti. Večkrat se je podrla kakšna veja znanosti, ko se je nova domneva izkazala za prepričljivejšo od stare. Zato je dvom gonilo znanosti. 